# 김진근
김진근(1968년 1월 20일 ~ )은 대한민국의 배우이다.
영화배우 김진규의 막내아들인 그는 한때 김성준이라는 예명으로 활동하다가 이후 본명인 김진근으로 활동중이다. 1987년 미국에서 뮤지컬 《로빈 후드》의 단역을 통하여 뮤지컬 배우 첫 데뷔하였으나 1995년 대한민국에서 연극 《햄릿》의 햄릿 왕자 역(주인공)을 통하여 연극배우 정식 데뷔하였다.

## 학력
- 미국 리 스트라스버그 연극영화연기학교 연극과 수료
- 고려대학교 경영학과 학사

## 연기 활동

### 영화
- 2000년 《은행나무 침대 2 : 단적비연수》 ... 부치 역
- 2002년 《리앙크루》
- 2003년 《아카시아》 ... 도일 역
- 2004년 《주홍글씨》 ... 정명식 역
- 2007년 《두 사람이다》 ... 황대용 역
- 2011년 《아테나: 더 무비》
- 2011년 《굿바이 마이 스마일》 ... 외삼촌 역
- 2011년 《시선 너머》 ... 장성규 역
- 2011년 《쉐어 더 비전》 ... 최 전무 역
- 2011년 《대필》 ... 이교수 역
- 2012년 《킬링타임》 ... 병헌 역
- 2013년 《톱스타》 ... 김성철 역
- 2014년 《백프로》 ... 정옥 아버지 역
- 2015년 《어떤살인》 ... 내사과 1 역
- 2019년 《은지: 돌이킬 수 없는 그녀》 ... 용태 역

### 텔레비전 드라마
- 1998년 SBS 《나 어때》
- 2001년 KBS2 《인생은 아름다워》
- 2003년 MBC 《베스트극장 - 늪》 ... 준영 역
- 2004년 MBC 《베스트극장 - 인비디아》 ... 선재 역
- 2004년 MBC 《베스트극장 - 그러나, 기억하라》
- 2004년 KBS2 《드라마시티 - 동행》 ... 최영수 역
- 2005년 SBS 《불량 주부》 ... 유진의 남편 역
- 2005년 MBC 《제5공화국》 ... 김재규 중앙정보부장 수행부관 박흥주 대령 역
- 2005년 MBC 《직지》 ... 백운경한 역
- 2006년 KBS2 《인생이여 고마워요》 ... 김종혁 역
- 2006년 MBC 《베스트극장 - 수수꽃다리》
- 2006년 MBC 《베스트극장 - 사고다발지역》 ... 민승기 역
- 2006년 SBS 《눈꽃》 ... 박동우 역
- 2007년 MBC 《에어시티》 ... 마이클 역
- 2007년 MBC 《그래도 좋아!》 ... 박준배 역
- 2008년 SBS 《순결한 당신》 ... 윤순필 역
- 2010년 SBS 《당신의 천국》 ... 영호 역
- 2010년 SBS 《아테나: 전쟁의 여신》 ... 박석호 역
- 2011년 MBC 《심야병원》 ... 기도에 토사물이 막힌 술취한 환자 역 (특별출연)
- 2012년 SBS 《부탁해요 캡틴》 ... 운항팀장 역
- 2012년 JTBC 《러브 어게인》 ... 김우철 역
- 2012년 JTBC 《우리가 결혼할 수 있을까》 ... 호텔직원 역
- 2013년 MBC 《메디컬 탑팀》 ... 허동민 역
- 2014년 tvN 《갑동이》 ... 류원준 역 (특별출연)
- 2014년 SBS 《잘 키운 딸 하나》 ... 고광철 / 박두식 역
- 2014년 TV조선 《불꽃 속으로》 ... 김병훈 역
- 2014년 OCN 《신의 퀴즈 4》 ... 정미의 아버지 역
- 2015년 MBC 드라마넷 《나의 유감스러운 남자친구》 ... 지나 부 역
- 2016년 tvN 《치즈인더트랩》 ... 한 교수 역
- 2016년 네이버 TV캐스트 《투모로우보이》 ... 카페사장 역
- 2017년 SBS 《사임당, 빛의 일기》
- 2017년 MBC 《훈장 오순남》 ... 차주평 역
- 2018년 SBS 《리턴》 ... 강정욱 역
- 2018년 SBS 《황후의 품격》 ... 대한제국 새 수상 역
- 2019년 tvN 《60일, 지정생존자》 ... 지윤배 역

## 수상
- 2006년 MBC 연기대상 단막극부문 특별상